# Ashley Fiolek

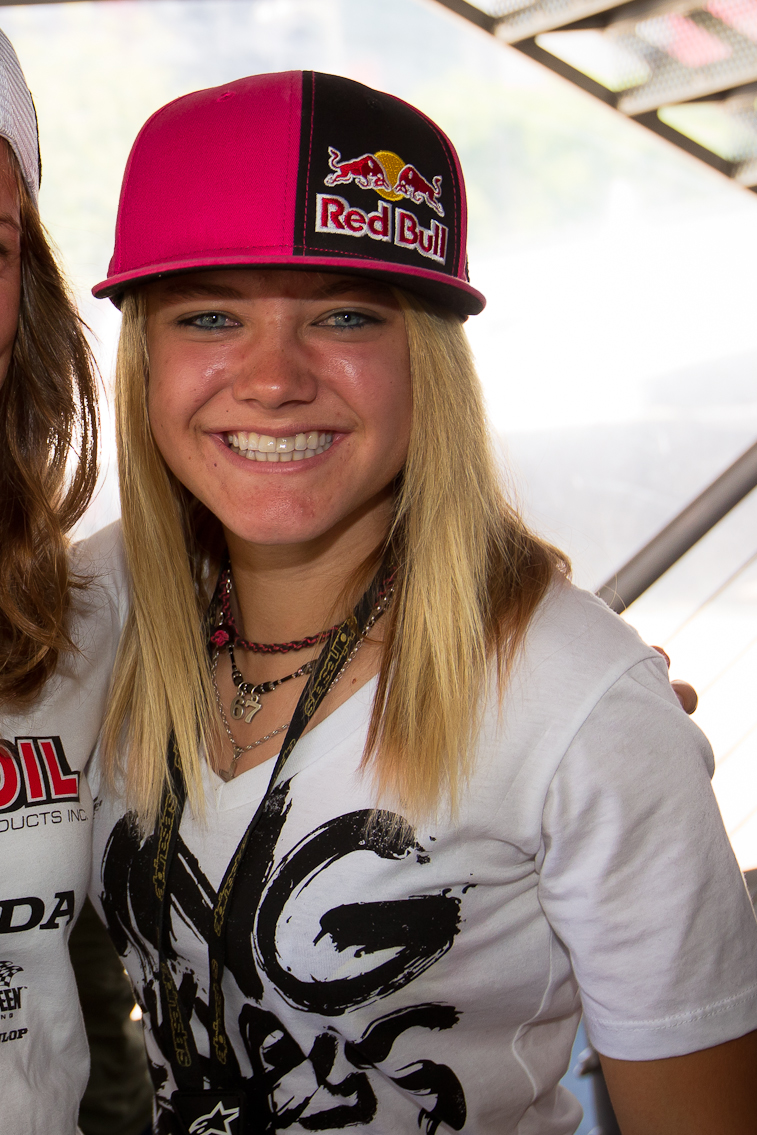
Ashley Fiolek

Ashley Fiolek, född 22 oktober 1990, är en amerikansk motocrossförare. Fiolek vann "WMA pro National Champion" år 2008, hennes första professionella vinst. Hon har också vunnit många tävlingar under säsongen 2009. Fiolek är döv.